# Daewoo Nexia
Daewoo Nexia je osobní automobil vyráběný jihokorejskou automobilkou Daewoo od roku 1994 do roku 1997. Vyráběl se jako třídveřový hatchback, pětidveřový hatchback nebo čtyřdveřový sedan. Auto je založeno na Opelu Kadett E. Od roku 1995 ho vyráběla i polská automobilka FSO a FSC.

## Motory
- 1,5 DOHC 16V, 66 kW/90 k
- 1,5 MPi 8V, 55 kW/75 k